# Südbaden

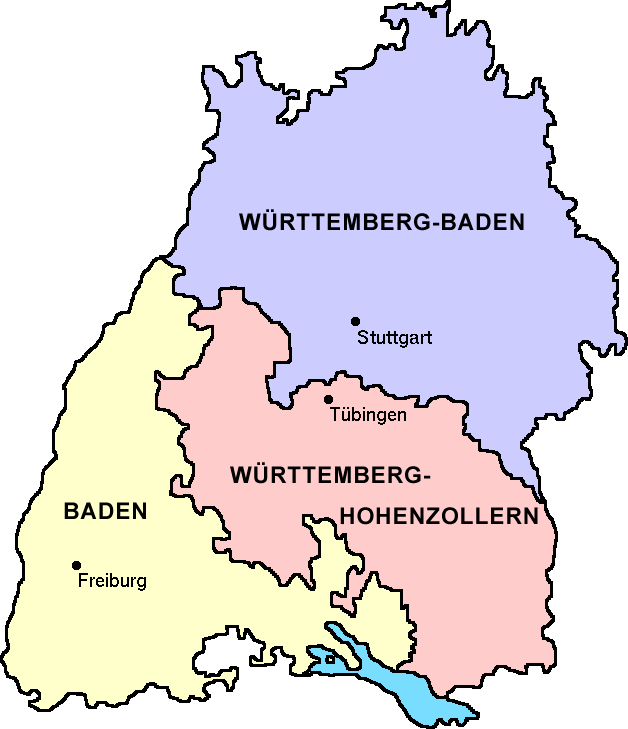
Situationen 1945-1952.

Südbaden var ett område i den Franska ockupationszonen i Tyskland som 1952 blev del av det nya förbundslandet Baden-Württemberg, efter att 1949-1952 varit ett förbundsland i Västtyskland. Det utgjorde den södra delen av den tidigare Republiken Baden.
2 december 1946 ändrades det officiella namnet från Südbaden till Baden.